# Benno von Arent
Benno Georg Eduard Wilhelm Joachim von Arent (19. červenec 1898 Görlitz – 14. říjen 1956 Bonn) byl členem německé nacistické strany a SS, byl odpovědný za umění, divadlo, filmovou tvorbu apod.

## Mládí a první světová válka
Benno von Arent se narodil 19. července roku 1898 v Görlitzu jako syn pruského podplukovníka Benno von Arenta (1868–1904) a jeho manželky Theresie. Jeho rodina měla dlouhou vojenskou tradici, jeho děd byl pruský generálporučík Benno von Arent. Po složemí maturitní zkoušky na vojenské akademii vstoupil armády a byl zařazen ke 3. pruskému granátnickému pluku (Grenadier Regiment Nr. 3) v Königsbergu.
S jednotkou se účastnil bojů jak na východní tak na západní frontě a zůstal u ní až do konce války. Během války si vysloužil oba stupně železného kříže a získal hodnost Leutnant (poručík). V armádě zůstal do roku 1919 a následně vstoupil do řad jednotek Freikorps.
V mládí se stal divadelním aranžérem a v roce 1931 vstoupil do SS a do NSDAP v roce 1932. V témže roce se stal jedním ze zakladatelů „Bund nationalsozialistischer Bühnen- und Filmkünstler“ (německy Svaz nacistických divadelních a filmových umělců), který byl později přejmenován na „Kameradschaft deutscher Künstler“ (Přátelství německých umělců) po Hitlerově vzestupu v roce 1933. Von Arent byl jmenován „Reichsbühnenbildner“ (Říšský divadelní tvůrce) v roce 1936 a „Reichsbeauftragter für die Mode“ (Říšský agent pro módu) v roce 1939. Roku 1944 byl povýšen do roku SS-Oberführer.

## Shrnutí vojenské kariéry

### Data povýšení
- Fahnenjunker - 25. září, 1916
- Fahnenjunker-Gefreiter
- Fahnenjunker-Unteroffizier - 27. leden, 1917
- Fähnrich - 15. srpen, 1917
- Leutnant - 31. prosinec, 1917
- SS-Mann - listopad, 1931
- SS-Truppführer - 1932
- Oberleutnant der Reserve
- Hauptmann der Reserve
- SS-Mann - 28. září, 1937
- SS-Sturmbannführer - 28. září, 1937
- SS-Obersturmbannführer - 11. září, 1938
- SS-Standartenführer - 20. duben, 1939
- SS-Oberführer - 20. duben, 1941
- SS-Hauptsturmführer - 25. únor, 1944 (Přeřazen do Waffen-SS)
- SS-Sturmbannführer - 20. duben, 1944

### Přehled vyznamenáních
- Železný kříž I. třídy - (první světová válka)
- Železný kříž II. třídy - 20. listopad, 1917
- Spona k železnému kříži II. třídy - 25. září, 1939
- Válečný záslužný kříž II. třídy s meči
- Gdaňský kříž I. třídy
- Gdaňský kříž II. třídy
- Řád italské koruny - 1937
- Kříž cti
- Německý jezdecký odznak ve stříbře[1]
- Civilní odznak SS
- Služební vyznamenání NSDAP v bronzu
- Čestný prýmek starého bojovníka
- Totenkopfring